# Gare de Saint-Gilles
Ne doit pas être confondu avec Gare de Saint-Gilles-Croix-de-Vie ou Gare de Saint-Gilles-lez-Termonde.
La gare de Saint-Gilles est une gare ferroviaire française de la ligne de Colmar-Central à Metzeral située sur le territoire de la commune de Wintzenheim dans le département du Haut-Rhin en région Grand Est.

## Situation ferroviaire
Elle est située au point kilométrique (PK) 8,345 de la ligne de Colmar-Central à Metzeral.

## Fréquentation
De 2015 à 2024, selon les estimations de la SNCF, la fréquentation annuelle de la gare s'élève aux nombres indiqués dans le tableau ci-dessous.
| Année     | 2015   | 2016   | 2017   | 2018   | 2019   | 2020   | 2021   | 2022   | 2023    | 2024    |
| --------- | ------ | ------ | ------ | ------ | ------ | ------ | ------ | ------ | ------- | ------- |
| Voyageurs | 67 659 | 63 746 | 62 013 | 53 955 | 58 513 | 63 288 | 63 302 | 87 369 | 128 021 | 110 993 |

## Service des voyageurs

### Accueil
Cette gare ne dispose pas de guichet, aucun distributeur de titres de transport TER ou parking.

### Desserte
Elle est desservie par les trains TER Grand Est.